# Zébulon (groupe)
Pour les articles homonymes, voir Zébulon.

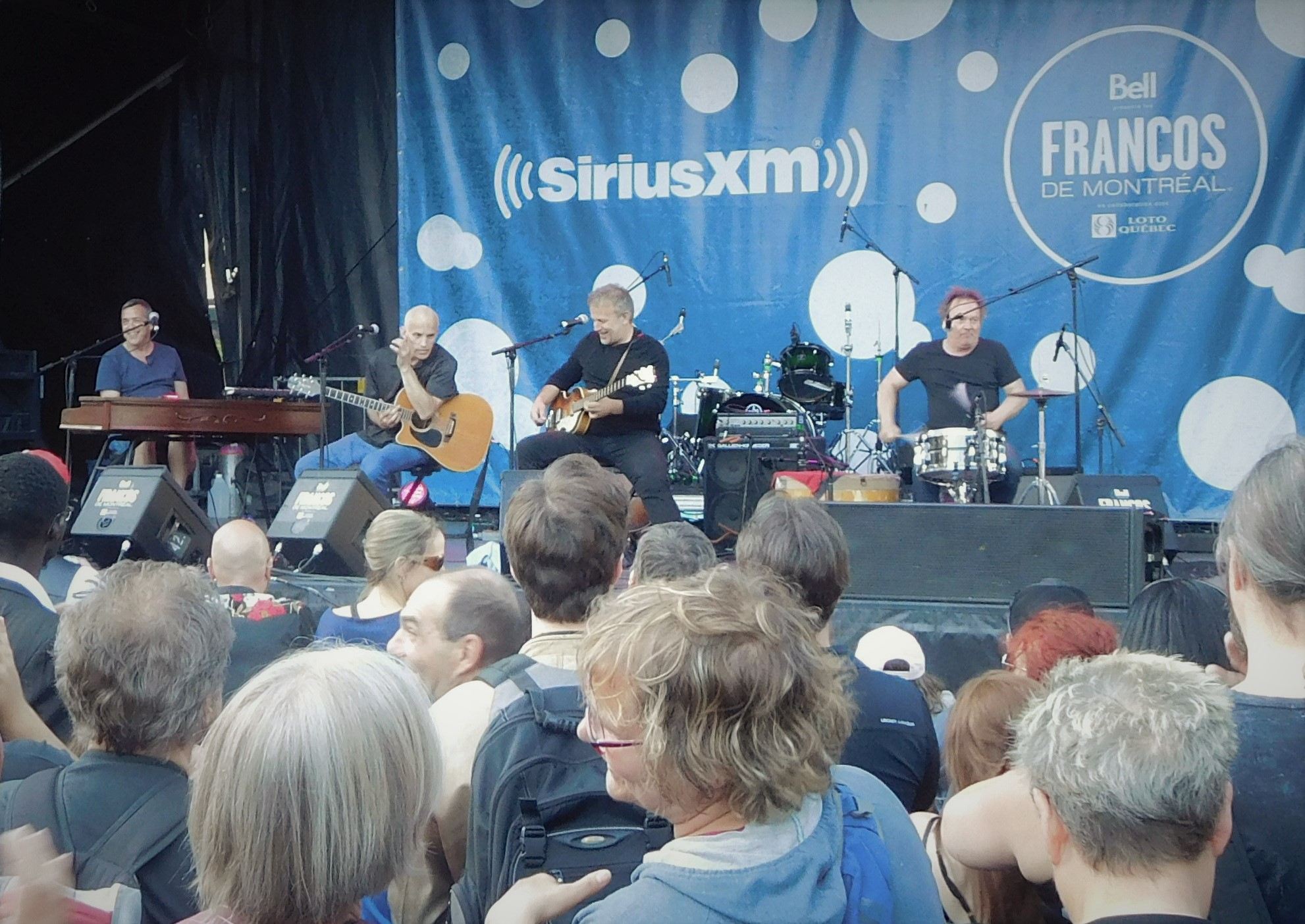
Aux Francos de Montréal, 2018

Zébulon (1992-1997 et 2008-...) est un groupe de musique rock québécois des années 1990 qui a fait un retour en 2008. 

## Membres
Zébulon est formé de Marc Déry (voix, basse, guitare), qui fait également une carrière solo, Yves Déry (guitares, voix), Yves Marchand (piano, orgue, synthétiseur, voix) et Alain Quirion (batterie, percussions, castagnettes, voix).

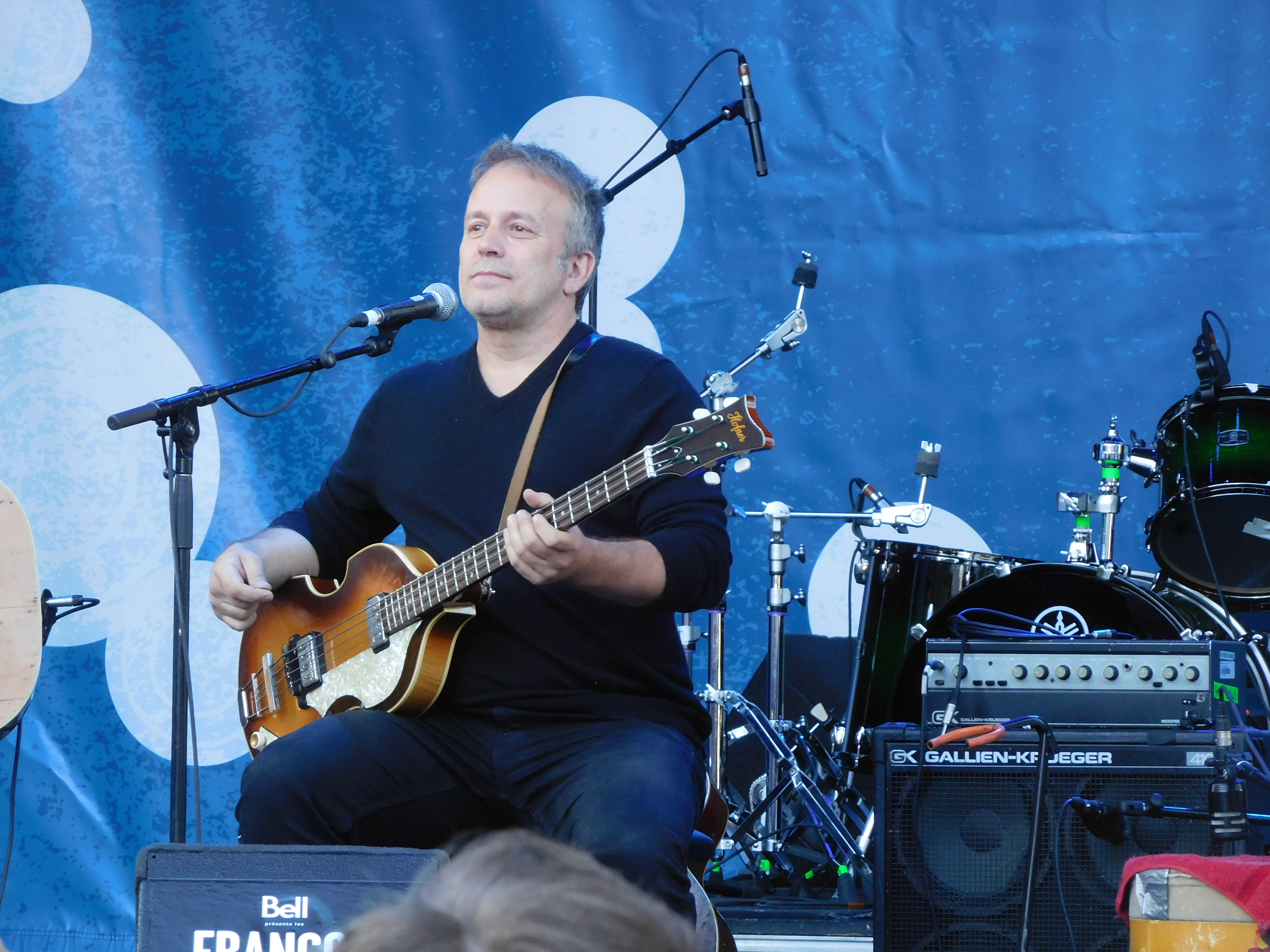
Marc Déry
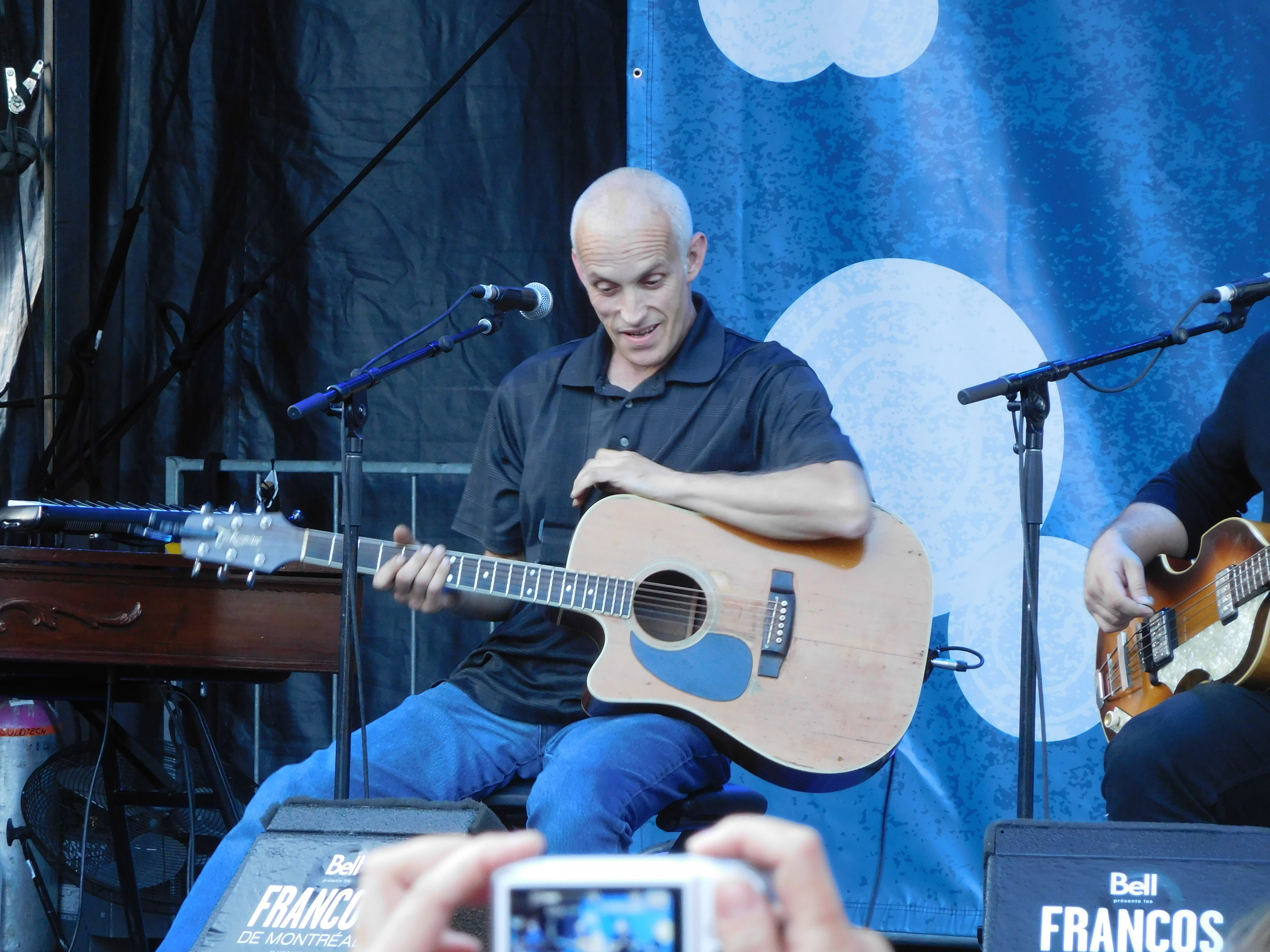
Yves Déry
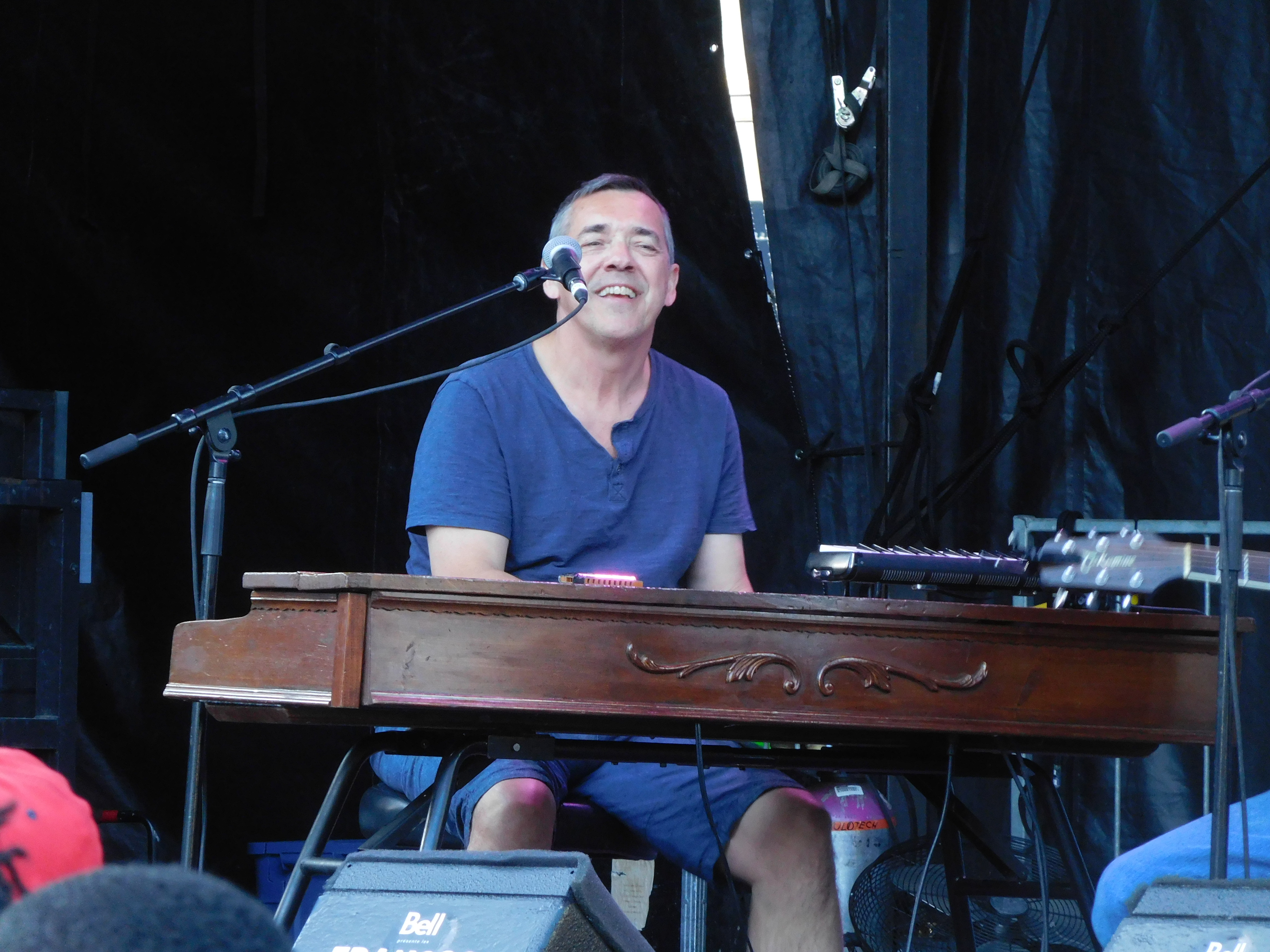
Yves Marchand
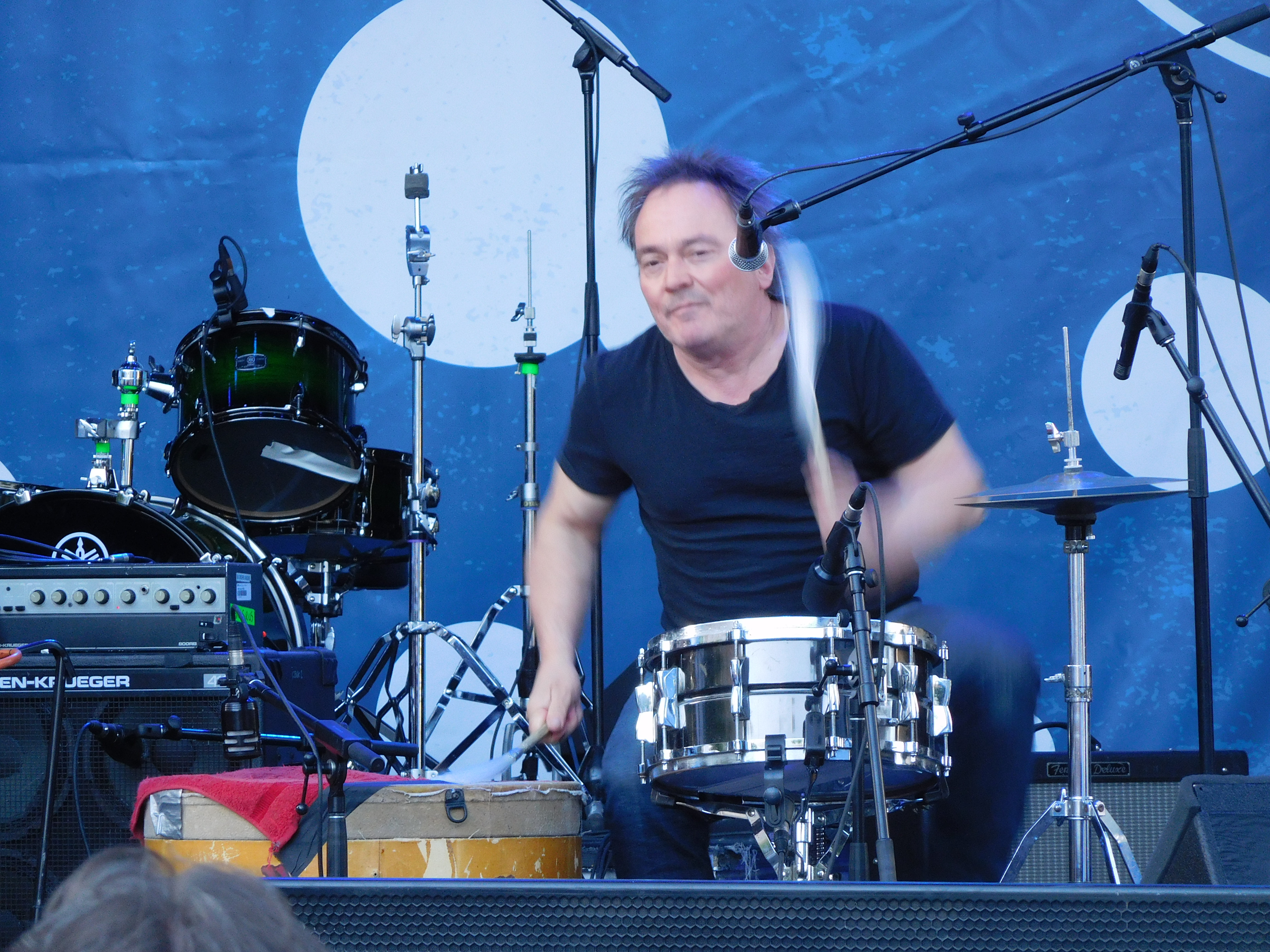
Alain Quirion

## Historique
Zébulon est formé en 1977 à Mascouche sous le nom d’Explosion par le chanteur-bassiste Marc Déry, le guitariste Yves Déry (frère de Marc), le claviériste Yves Marchand et le batteur Alain Quirion.
Le groupe sort son premier album éponyme en 1994. Leur chanson Job Steady passe à la radio, de même que Les femmes préfèrent les Ginos et Adrénaline. En 1997, ils remportent le prix Félix du groupe de l'année.
Ensuite, le groupe reste inactif, mais en 2008, les membres originaux se regroupent pour enregistrer un album, Retour sur Mars. Ils entreprennent alors une tournée, en version acoustique.

## Discographie

### Monoplages
- avril 2009 : Y'a du monde qui s'aime (2:45)